# علي بن فطيس المري
علي بن محسن بن فطيس المري (مواليد 8 فبراير 1965 في الدوحة) شخصية قانونية قطرية، تقلد العديد من المناصب الهامة في دولة قطر، في 17 يونيو 2021 اُعفي من منصبه وخلفه عيسى بن سعد الجفالي النعيمي نائبًا عامًا.
على المستوى الدولي. علي هو محامي خاص لمكتب الأمم المتحدة المعني بالمخدرات والجريمة (UNODC).
إلى جانب أفراد من أسرته، أنشأ مركز حكم القانون ومكافحة الفساد (رولاك - ROLACC)، وهو أيضًا مالك المكتب.

## حياته
ولد علي 8 فبراير 1965 في الدوحة. ينحدر من عائلة من قبيلة بني مرة. بعد أن أكمل تعليمه في قطر، حصل على درجة الماجستير في القانون العام من جامعة رين، فرنسا ودكتوراه في القانون الدولي من جامعة السوربون، فرنسا عام 1997 وكانت أطروحته بعنوان (حدود شبه الجزيرة العربية). يجيد التحدث باللغتين الفرنسية والإنجليزية.

## حياته الخاصة
متزوج وأب لولدين، حمد (من مواليد 2002)، وتميم (من مواليد عام 2013). وابنة تدعى سديم من مواليد 2007.[بحاجة لمصدر]
وفقًا لتقارير وسائل الإعلام، يرتبط علي المري بعلي بن صالح آل كحلة المرّي وشقيقه جار الله، وكلاهما من أعضاء تنظيم القاعدة.

## الحياة المهنية

### جامعة قطر
بدأ علي المري حياته المهنية في عام 1997 كمساعد في جامعة قطر، حيث قام بتدريس القانون الدولي.

### مجلس الوزراء
في عام 1997، تم تعيينه أمينًا مساعدًا لمجلس الوزراء حيث حضر الاجتماعات الأسبوعية.

### ديوان الأمير
من عام 1998، ترأس القسم القانوني بديوان أمير قطر، بمنصب وكيل وزارة. في مارس 2001، مثل علي المري قطر أمام محكمة العدل الدولية في قضية تعيين الحدود البحرية والمسائل الإقليمية بين قطر والبحرين.

### النائب العام
أصدر أمير دولة قطر أمراً أميرياً أواخر عام 2002 بتعيين الدكتور علي المري نائباً عاماً، وبذلك يكون أول من يشغل ذلك المنصب القضائي الهام، فقد صدر قانون النيابة العامة رقم (10) لسنة 2002 وقضى بإنشاء هيئة قضائية مستقلة هي النيابة العامة، وتضطلع بمباشرة الدعوى العمومية عن المجتمع ولها سلطتي التحقيق والإدعاء في الجرائم، ومنح القانون للنيابة العامة استقلالية تامة عن السلطة التنفيذية بعد أن كان جهاز الادعاء العام السابق يتبع وزارة الداخلية.
تم تعيين علي المري مُدعيًا عامًا في قطر بقرار من الأمير في 19 يونيو 2002، في 17 يونيو 2021 اُعفي علي المري من منصبه وخلفة عيسى بن سعد الجفالي النعيمي.

## الترشيحات الدولية

### الأمم المتحدة
علي هو عضو في لجنة القانون الدولي التابعة للأمم المتحدة منذ عام 2002. في سبتمبر 2012، وفي أعقاب الربيع العربي، تم تعيين علي المري ممثلاً إقليمياً خاصاً لمكتب الأمم المتحدة المعني بالمخدرات والجريمة (UNODC) لاستعادة الأصول المسروقة. تم تجديد ولايته في عام 2014
انتقد العديد من المراقبين هذا التعيين في ضوء الكشف عن المكاسب غير المشروعة باسم علي المري.

### رولاك
علي هو رئيس ومؤسس مركز حكم القانون ومكافحة الفساد «رولاك»، وهي منظمة قطرية تأسست في عام 2009. في مارس 2017، افتتحت رولاك مكتبًا في جنيف، ورولاك جنيف يرأسه أيضًا علي المري، وأمينه العام كونه أحد أفراد أسرته، عبد المحسن حمد بن فطيس، من مواليد 1985.
في 8 ديسمبر 2017، منحت رولاك جنيف في قصر الأمم بجنيف سلسلة من جوائز مكافحة الفساد لشخصيات من الصين والولايات المتحدة والأردن وإيطاليا.
وقالت صحيفة لوطون (Le Temps) السويسرية، أن قطر قد «اشترت جائزة ضد الفساد»، مقابل هذا الحدث الترويجي، كما، قامت قطر بتمويل أعمال التجديد في مكتب الأمم المتحدة في جنيف بتكلفة 20 مليون فرنك سويسري.

## جدال

### روابط مع أعضاء تنظيم القاعدة
علي المري هو قريب لعلي بن صالح آل كحلة المرّي، المعروف باسم عبد الرحمن القطري، وهو مواطن قطري اعترف بأنه إرهابي من تنظيم القاعدة.
علي صالح كحل المري، قُبض عليه في ديسمبر 2001 في إلينوي على أيدي عملاء فيدراليين، واحتُجز «كمقاتل عدو»، وسُجن في عام 2009 لمدة 15 عامًا من قبل وزارة العدل الأمريكية، حيث اعترف بأنه ناشط في تنظيم القاعدة. حضر معسكرات التدريب من 1998 إلى 2001. ويقال إنه التقى خالد شيخ محمد، العقل المدبر لهجمات 11 سبتمبر.
قبل إلقاء القبض عليه من قبل عملاء اتحاديين، كان علي بن صالح آل كحلة المرّي يستعد لهجمات جديدة في الولايات المتحدة، بما في ذلك استخدام أسلحة كيميائية، حسبما كشفت وزارة العدل الأمريكية. عمل علي بن صالح آل كحلة المرّي سابقًا كمدقق أول لحكومة قطر وكان «شخصًا رئيسيًا» في قسم التدقيق في مصرف قطر الإسلامي، حيث عمل لمدة 10 سنوات تقريبًا.

### مكاسب غير مشروعة
وفقًا لوسائل الإعلام الأمريكية، تدخل النائب العام لدولة قطر عبر وسيط (أي «مقاول حكومي» و «صديق حميم») لإطلاق سراح قريبه مقابل زوجين من المواطنين الأمريكيين المحتجزين تعسفياً في قطر. عند وصوله إلى الدوحة، رحب المسؤولون القطريون بعضو القاعدة باعتباره «بطلاً». كتب عضو مجلس إدارة قناة الجزيرة رسالة احتفالية على حسابه في تويتر.
شقيق علي بن صالح آل كحلة المرّي الأصغر، جار الله، تدرب أيضًا في معسكر للقاعدة في أفغانستان، قبل أن تحتجزه الولايات المتحدة «كمقاتل عدو» في معتقل غوانتانامو، ثم طُرد لاحقًا إلى قطر.
وفقًا لبرقية دبلوماسية أمريكية «سرية»، سمحت قطر لجار الله بالسفر إلى الخارج «على الرغم من التأكيدات الصريحة بأنه لن يُسمح له بذلك، وأنه سيتم إخطار حكومة الولايات المتحدة إذا حاول ذلك».
كتب دبلوماسيون أمريكيون أن علي المري كان «طرفًا شبه مؤكد في القرار» و «فشل في إبلاغنا على الرغم من الفرص العديدة للقيام بذلك». ردا على ذلك، أوصى السفير الأمريكي في الدوحة بإصدار «رسالة قوية» إلى قطر وإلغاء لقاء بين علي المري والنائب العام للولايات المتحدة.
العديد من القضايا المحرجة المتعلقة بالقاضي القطري كانت موضوع مقالات في الصحافة:

#### قصر خاص في باريس
في أكتوبر 2013، استحوذ علي المري في قصر يقع في 86 أفنيو دينا في باريس بمبلغ 9.6 مليون يورو. تمت الصفقة باسم الشركة العقارية (real estate company IENA 86). ينقسم رأس مال هذه الشركة إلى 100 سهم، 98 منها مسجلة باسم علي المري، السهمان الاخران، مسجلين باسم اثنين من أبنائه، حمد بن علي، وتميم بن علي. أثار هذا الشراء أسئلة. قال إيمانويل رضوي، الصحفي الفرنسي الذي قابلته صحيفة لو بوينت، إن الرواتب في الخدمة المدنية في قطر نادراً ما تتجاوز 12000 دولار شهريًا.

#### مكاتب رولاك في جنيف
في 10 نوفمبر 2015، استحوذت الشركة السويسرية (GSG Immobilier SA) على عقار يقع في (Route de Ferney 221)، في بلدية (Grand-Saconnex) في جنيف، بمبلغ 3.690.000 فرنك سويسري في جنيف. تم تسجيل مساهمي الشركة في 26 أكتوبر 2015 برأسمال قدره 100000 فرنك سويسري، وهم علي المري (99٪) ومها علي فطيس (1٪)، وهي طالبة مقيمة في الدوحة. المبنى يستخدم كمقر لمكاتب «رولاك» في جنيف، وهي منظمة لمكافحة الفساد أسسها ويرأسها علي المري. أثار هذا الموقف مزيدًا من المخاوف بشأن «رولاك».

#### فيلا في كولوني
في 26 أغسطس 2013، استحوذ علي المري على فيلا تقع في (Chemin de Bonnevaux 15)، في حي كولوني الراقي في جنيف، مقابل 75050 فرنك سويسري. ومرة أخرى، أثارت الموارد المالية للنائب العام لدولة قطر تساؤلات عديدة.

#### حسابات بنوك كويتية
وفقًا لـ ميديا بارت وموقع قناة العربية الأخباري، فإن شركة «علي بن فطيس المري» العقارية (IENA 86)، مالك القصر في باريس، لديها حسابات مصرفية في فرع باريس لبنك الكويت الوطني في باريس. بالإضافة إلى ذلك، تمتلك شركته (GSG Immobilier SA) ومقرها جنيف حسابات في فرع البنك الكويتي في جنيف.

### الفساد
وفقًا للصحفيين الفرنسيين جورج مالبرونو وكريستيان تشيسن، مؤلفو كتاب «أميرنا العزيز» (Our Dear Emirs)، حاول النائب العام في قطر أن «يقدم» ساعة فاخرة إلى برونو داليس، مدير وكالة الاستخبارات المالية الفرنسية (TRACFIN)، والتي تعرضت لفضائح.
وقال برونو داليس للصحفيين: «لقد شعرت بالضيق والانزعاج من هذه العملية، بينما كنت قد أوضحت له للتو أن الغرض من عملي هو زيادة الشفافية في حركة الأموال».
انتقدت وسائل الإعلام السنغالية على نطاق واسع العلاقات الوثيقة بين علي المري والسياسي السنغالي كريم ويد، المحكوم عليه بتهمة الفساد والذي يعيش الآن في المنفى في قطر. كما تشتبه السلطات السويسرية في فساد قطر خلال عملية منح كأس العالم 2022. وتتفاجأ أصوات كثيرة بغياب التحقيقات التي يقودها النائب العام المسؤول عن مكافحة الفساد في بلده.

### حقوق الإنسان
بصفته النائب العام لدولة قطر، فإن علي المري مسؤول بشكل مباشر عن التطبيق المثير للجدل لقوانين انتهاك لإعلان عن حقوق الإنسان في قطر. على سبيل المثال، يتم استخدام الجلد لمعاقبة استهلاك الكحول.
وفقًا لمنظمة العفو الدولية، في عام 2012، حُكم على ما لا يقل عن ستة مقيمين أجانب بالجلد، أو 40 جلدة أو 100 جلدة، حسب الاقتضاء.

### رهاب المثلية
يتم إدانة العلاقات الجنسية المثلية بعقوبة الإعدام للمسلمين في قطر أو السجن لمدة سبع سنوات لغير المسلمين. وبصفته النائب العام، يتولى علي المري مسؤولية فرض هذه الإدانات.

### حقوق العمال
علي المري مسؤول أيضًا عن تنفيذ تشريعات العمل في البلاد. في عام 2011، قدمت منظمة العمل الدولية (ILO) شكوى ضد قطر. وأشارت الشكوى إلى أن العمل القسري يؤثر على 1.5 مليون عامل مهاجر في الإمارة.
«بمجرد أن يبحثوا عن وظيفة في قطر، يقع العمال المهاجرون في قبضة نظام مسيء بشكل خاص يسهل استخدام أرباب العمل للسخرة. وتشمل الممارسات استبدال عقود العمل، والطلب من المهاجرين دفع عمولة (أي القوات كثيرون يحصلون على قروض كبيرة بأسعار فائدة عالية) ومصادرة جوازات سفرهم». الوضع لا يزال حرجا.

## المناصب السابقة
- مدير إدارة الشؤون القانونية بالديوان الأميري (بدرجة وكيل وزارة) اعتباراً من 7/10/1997.
- خبير قانوني في الديوان الأميري من 1/6/1997 لغاية 6/10/1998.
- أمين عام مساعد لمجلس الوزراء مشارك في جلساته الأسبوعية من 1/6/1997 لغاية 6/10/1998.
- مدرس منتدب في كلية القانون - جامعة قطر منذ عام 1997م لتدريس القانون الدولي.
- باحث قانوني في الديوان الأميري - مكتب سمو الأمير للفترة (1996 – 1997).

## العضوية في اللجان
- عضو ومقرر مساعد للجنة إعداد الدستور الدائم لدولة قطر 1999.
- عضو منتخب بلجنة القانون الدولي التابعة للامم المتحدة منذ عام 2002.
- رئيس لجنة دراسة العقود الدولية المناط بها دراسة العقود والاتفاقيات ومراجعتها التي تكون الدولة طرفاً فيها، والإشراف عليها ومتابعة جميع القضايا ودعاوى التحكيم المحلية والدولية التي تكون الدولة طرفاً فيها.
- خبير معتمد لدى مركز التحكيم التجاري لدول مجلس التعاون الخليجي - البحرين.
- محكم معتمد لدى مركز التحكيم التجاري لدول مجلس التعاون الخليجي - البحرين منذ نوفمبر 1997.
- عضو اللجنة القطرية بشأن ترسيم الحدود بين دولة قطر والمملكة العربية السعودية.
- محامي أمام محكمة العدل الدولية (لاهاي) في قضية النزاع الحدودي والإقليمي بين دولة قطر ومملكة البحرين.
- عضو اللجنة القطرية الفرنسية للتعاون العسكري.
- عضو اللجنة القطرية الاميركية للتعاون العسكري.
- عضو مجلس إدارة المؤسسة العامة القطرية للاتصالات السلكية واللاسلكية منذ عام 1995م إلى 2002م.
- رئيس لجنة إعداد مشروع قانون إنشاء النيابة العامة وتحديد اختصاصاتها.
- رئيس لجنة إعداد مشروع قانون إنشاء المجلس الأعلى للقضاء واستقلال القضاء عن السلطة التنفيذية.
- رئيس المؤتمر الفرانكو- قطري الإقليمي للعدالة، أكتوبر 2004م.
- نائب رئيس المؤتمر العالمي للنواب العموم والمدعين العامين ورؤساء الإدعاء، غواتيمالا 2004-2005.
- رئيس المؤتمر العالمي للنواب العموم والمدعين العامين ورؤساء الإدعاء، منذ 2005.
- عضو في الاتحاد الدولي للنواب العموم منذ عام 2006م.
- إعادة الانتخاب كعضو في لجنة القانون الدولي التابعة للأمم المتحدة، نوفمبر 2006.
- رئيس المؤتمر الفرانكو - عربي للعدالة، أبريل 2008.
- رئيس المنتدى العالمي السادس لمحاربة الفساد 2009.
- رئيس المؤتمر العربي الرابع للنواب العموم ورؤساء هيئات التحقيق والإدعاء العام، سبتمبر 2010.
- رئيس مجلس إدارة المدرسة القطرية الفرنسية (ليسيه فولتير).
- عضو مقرر لمنح درجة الدكتوراه في جامعه السوربون في عدة رسائل دكتوراه منذ عام 2008.

## امتيازات فخرية

### أوسمة دولية
- وسام السعفة الأكاديمية بدرجة فارس من الجمهورية الفرنسية.
- وسام الشرف - بدرجة ضابط - من الجمهورية الفرنسية.
- وسام الجمهورية التونسية لضابط كبير (2013).